# Радонові джерела Житомира
Радо́нові джере́ла м. Жито́мира — гідрологічна пам'ятка природи місцевого значення в Україні. Об'єкт природно-заповідного фонду Житомирської області. 
Розташована в межах міста Житомира, на вул. Жуйка, 47 (правий берег Тетерева). 
Площа 0,01 га. Статус отриманий у 1970 році. Перебуває у віданні Житомирського облздороввідділу, обллікцентру вертибрології і реабілітації. 
Статус надано для збереження трьох свердловин з унікальною мінеральною водою, яка містить радон 120—180 еманів (14—18 помокюрі). Глибина свердловин 49, 60 і 100 м, з дебетом води 9, 12 і 16 м³ на годину. Мінеральна вода високі лікувальні властивості. 